# CSN (boxset)
CSN is een boxset van Crosby, Stills, Nash & Young uit 1991.
De set bestaat uit 77 nummers verdeeld over vier cd's en bestrijkt 22 jaar uit de muzikale geschiedenis van dit kwartet, van 1968 tot 1990. Op het album staan een groot aantal versies en opnames die nog niet eerder werden uitgebracht.
Het album bereikte nummer 109 in de Amerikaanse Billboard 200. Twee maanden later kwam er ook nog een verzamelalbum uit dat alleen voor de Europese en Australische markt bestemd was, getiteld Carry on.

## Nummers
Een hartje (♥) verwijst naar een niet eerder uitgebracht lied, een klavertje (♣) naar een niet eerder uitgebrachte versie, een ruit (♦) naar een niet eerder uitgebrachte mix en schoppen (♠) naar live-opname.

### Disc 1
| Nr. | Titel                                           | Schrijver(s)                                 | Opnamedatum        | Duur |
| --- | ----------------------------------------------- | -------------------------------------------- | ------------------ | ---- |
| 1.  | Suite: Judy blue eyes                           | Stephen Stills                               | begin 1969 ♦       | 7:28 |
| 2.  | Helplessly hoping                               | Stephen Stills                               | 15 juni 1969 ♣     | 2:31 |
| 3.  | You don't have to cry                           | Stephen Stills                               | december 1968 ♣    | 2:40 |
| 4.  | Wooden ships (van Crosby, Stills & Nash)        | David Crosby, Paul Kantner en Stephen Stills | 20 february 1969   | 5:26 |
| 5.  | Guinnevere                                      | David Crosby                                 | 26 june 1968 ♣     | 4:45 |
| 6.  | Marrakesh Express (van Crosby, Stills & Nash)   | Graham Nash                                  | begin 1969         | 2:36 |
| 7.  | Long time gone (van Crosby, Stills & Nash)      | David Crosby                                 | begin 1969         | 4:17 |
| 8.  | Blackbird                                       | John Lennon en Paul McCartney                | 11 february 1969 ♥ | 2:33 |
| 9.  | Lady of the island (van Crosby, Stills & Nash)  | Graham Nash                                  | 11 february 1969   | 2:36 |
| 10. | Song with no words (Tree with no leaves)        | David Crosby                                 | 17 november 1969 ♣ | 3:14 |
| 11. | Almost cut my hair                              | David Crosby                                 | 8 januari 1970 ♣   | 8:49 |
| 12. | Teach your children (van Déjà vu)               | Graham Nash                                  | 24 oktober 1969    | 2:52 |
| 13. | Horses through a rainstorm                      | Graham Nash en Terry Reid                    | 28 december 1969 ♥ | 3:40 |
| 14. | Déjà vu (van Déjà vu)                           | David Crosby                                 | 17 november 1969   | 4:10 |
| 15. | Helpless (van Déjà vu)                          | Neil Young                                   | 17 november 1969   | 3:36 |
| 16. | 4+20                                            | Stephen Stills                               | 16 juli 1969 ♦     | 2:10 |
| 17. | Laughing (van If I could only remember my name) | David Crosby                                 | 24 oktober 1969    | 5:24 |
| 18. | Carry on/Questions (van Déjà vu)                | Stephen Stills                               | 28 december 1969   | 4:25 |

### Disc 2
| Nr. | Titel                                                | Schrijver(s)                   | Opnamedatum         | Duur |
| --- | ---------------------------------------------------- | ------------------------------ | ------------------- | ---- |
| 1.  | Woodstock                                            | Joni Mitchell                  | 5 november 1969 ♦   | 3:50 |
| 2.  | Ohio (single uit 1970)                               | Neil Young                     | 21 mei 1970         | 3:00 |
| 3.  | Love the one you're with (van Stephen Stills)        | Stephen Stills                 | maart 1970          | 3:03 |
| 4.  | Our house (van Déjà vu)                              | Graham Nash                    | 5 november 1969     | 2:58 |
| 5.  | Old times good times (van Stephen Stills)            | Stephen Stills                 | begin 1970          | 3:38 |
| 6.  | The lee shore                                        | David Crosby                   | December 28, 1969 ♣ | 5:28 |
| 7.  | Music is love (van If I Could Only Remember My Name) | David Crosby                   | herfst 1970         | 3:18 |
| 8.  | I'd swear there was somebody there (van as above)    | David Crosby                   | herfst 1970         | 1:19 |
| 9.  | Man in the mirror                                    | Graham Nash                    | 7 juni 1970 ♣♠      | 2:52 |
| 10. | Black queen                                          | Stephen Stills                 | 7 juni 1970 ♣♠      | 6:50 |
| 11. | Military madness (van Songs for Beginners)           | Graham Nash                    | 12 februari 1971    | 2:55 |
| 12. | Urge for going                                       | Joni Mitchell                  | 22 juni 1971 ♥      | 3:46 |
| 13. | I used to be a king (van Songs for Beginners)        | Graham Nash                    | 9 januari 1971      | 4:48 |
| 14. | Simple man                                           | Graham Nash                    | 24 juli 1970 ♦      | 2:19 |
| 15. | Southbound train (van Graham Nash David Crosby)      | Graham Nash                    | 6 januari 1972      | 3:54 |
| 16. | Change partners (van Stephen Stills 2)               | Stephen Stills                 | begin 1971          | 3:13 |
| 17. | My love is a gentle thing                            | Stephen Stills                 | 18 april 1975 ♥     | 1:23 |
| 18. | Word game (van Stephen Stills 2)                     | Stephen Stills                 | begin 1971          | 4:10 |
| 19. | Johnny's garden (van Manassas)                       | Stephen Stills                 | 8 januari 1972      | 2:46 |
| 20. | So begins the task (van Manassas)                    | Stephen Stills                 | 9 januari 1972      | 4:00 |
| 21. | Turn back the pages (van Stills)                     | Stephen Stills en Donnie Dacus | begin 1975          | 4:05 |

### Disc 3
| Nr. | Titel                                                     | Schrijver(s)                    | Opnamedatum           | Duur |
| --- | --------------------------------------------------------- | ------------------------------- | --------------------- | ---- |
| 1.  | See the changes                                           | Stephen Stills                  | 28 juni 1973 ♣        | 2:44 |
| 2.  | It doesn't matter (van Manassas)                          | Stephen Stills en Chris Hillman | 7 januari 1972        | 2:31 |
| 3.  | Immigration man (van Graham Nash David Crosby)            | Graham Nash                     | 9 februari 1972       | 2:58 |
| 4.  | Chicago/We can change the world (van Songs for beginners) | Graham Nash                     | 28 februari 1971      | 3:58 |
| 5.  | Homeward through the haze                                 | David Crosby                    | 16 december 1974 ♣    | 4:20 |
| 6.  | Where will I be? (van Graham Nash David Crosby)           | David Crosby                    | 22 november 1971      | 1:22 |
| 7.  | Page 43 (van Graham Nash David Crosby)                    | David Crosby                    | 13 december 1971      | 2:55 |
| 8.  | Carry me (van Wind on the water)                          | David Crosby                    | maart 1975            | 3:33 |
| 9.  | Cowboy of dreams (van Wind on the water)                  | Graham Nash                     | 18 juni 1975          | 3:27 |
| 10. | Bittersweet (van Wind on the water)                       | David Crosby                    | 8 juni 1975           | 2:37 |
| 11. | To the last whale... (van Wind on the water)              | David Crosby en Graham Nash     | 11 mei en 1 juli 1975 | 5:30 |
| 12. | Prison song (van Wild tales)                              | Graham Nash                     | lente 1973            | 3:11 |
| 13. | Another sleep song (van Wild tales)                       | Graham Nash                     | 18 augustus 1972      | 4:42 |
| 14. | Taken at all                                              | Graham Nash en David Crosby     | 1 april 1976 ♣        | 2:54 |
| 15. | In my dreams (van CSN)                                    | David Crosby                    | 12 januari 1977       | 5:11 |
| 16. | Just a song before I go (van CSN)                         | Graham Nash                     | 19 december 1976      | 2:12 |
| 17. | Shadow captain (van CSN)                                  | David Crosby en Craig Doerge    | 14 januari 1977       | 4:31 |
| 18. | Dark star (van Allies)                                    | Stephen Stills                  | 5 december 1982 ♠     | 4:57 |
| 19. | Cathedral (van CSN)                                       | Graham Nash                     | 22 januari 1977       | 5:16 |

### Disc 4
| Nr. | Titel                                        | Schrijver(s)                              | Opnamedatum         | Duur |
| --- | -------------------------------------------- | ----------------------------------------- | ------------------- | ---- |
| 1.  | Wasted on the way (van Daylight again)       | Graham Nash                               | 30 januari 1981     | 2:46 |
| 2.  | Barrel of pain (Half-life) (van Earth & Sky) | Graham Nash                               | 4 april 1979        | 4:44 |
| 3.  | Southern cross (van Daylight again)          | Stephen Stills                            | eind 1981           | 4:39 |
| 4.  | Daylight again (van Daylight again)          | Stephen Stills                            | eind 1981           | 2:28 |
| 5.  | Thoroughfare gap (van Thoroughfare gap)      | Stephen Stills                            | begin 1978          | 3:33 |
| 6.  | Wild tales                                   | Graham Nash                               | 3 augustus 1979 ♣♠  | 3:09 |
| 7.  | Dear Mr. Fantasy                             | Steve Winwood, Jim Capaldi en Chris Wood  | 17 november 1980 ♥  | 7:04 |
| 8.  | Cold rain (van CSN)                          | Graham Nash                               | 25 januari 1977     | 2:33 |
| 9.  | Got it made                                  | Stephen Stills en Neil Young              | 18 november 1989 ♣♠ | 4:33 |
| 10. | Tracks in the dust (van Oh yes I can)        | David Crosby                              | 23 januari 1989     | 4:48 |
| 11. | As I come of age                             | Stephen Stills                            | januari 1981 ♣      | 2:48 |
| 12. | 50/50 (van Right by you)                     | Stephen Stills en Joe Lala                | begin 1983          | 4:20 |
| 13. | Drive my car                                 | David Crosby                              | eind 1978 ♣         | 3:50 |
| 14. | Delta (van Daylight Again)                   | David Crosby                              | mei 1980            | 4:11 |
| 15. | Soldiers of peace                            | Graham Nash                               | eind 1988 ♣         | 4:20 |
| 16. | Yours and mine (van Live it up)              | David Crosby, Graham Nash en Craig Doerge | 2 februari 1990     | 4:28 |
| 17. | Haven't we lost enough? (van Live it up)     | Stephen Stills en Kevin Cronin            | 3 april 1990        | 3:06 |
| 18. | After the dolphin (van Live it up)           | Graham Nash                               | 1 februari 1989     | 4:25 |
| 19. | Find the cost of freedom (B-kant van single) | Stephen Stills                            | 21 mei 1970         | 1:59 |

David Crosby · Stephen Stills · Graham Nash · Neil Young